# Metro Exodus
Metro Exodus (в России издана под названием «Метро: Исход») — компьютерная игра в жанре шутера от первого лица, разработанная украинской компанией 4A Games и изданная Deep Silver. Выход игры состоялся 15 февраля 2019 года для игровых платформ PC (Windows), PlayStation 4 и Xbox One. 14 апреля 2021 года была портирована на Linux и macOS.
Metro Exodus является третьей игрой в серии Metro, сюжет которой основан на романах Дмитрия Глуховского и продолжает историю Metro 2033 и Metro: Last Light.

## Игровой процесс
Metro Exodus является шутером от первого лица с элементами survival horror и стелс-экшен. Действия проходят на постапокалиптических пустошах территории Российской Федерации и в Республике Казахстан, где игрок должен справляться с новыми опасностями мира и участвовать в борьбе против мутировавших существ, а также враждебно настроенных людей. Игрок владеет арсеналом огнестрельного и метательного оружия, которое может быть улучшено(из модификаций можно настроить все части оружия, начиная от ресивера и заканчивая стволом). В игре представлена смесь линейных уровней и открытых локаций, доступных для исследования игроком. Также присутствует динамическая система погоды, цикл дня и ночи и смена сезонов времён года по мере продвижения истории.

## Сюжет
Действие Metro Exodus происходит в 2035—2036 годах на постапокалиптической Земле, которая была разрушена в результате ядерной войны более 20 лет назад, в 2013 году. Игра продолжает историю хорошей концовки Metro: Last Light, которая принята за канон. Главный герой — Артём — с группой выживших рейнджеров ордена «Спарты» отправляется в путешествие из метрополитена Москвы на модифицированном паровозе «Аврора» и едет далеко на восток, искать новое место для жизни в постапокалиптической России. История начинается c суровой ядерной зимы и происходит в течение одного года. Другие персонажи игры, вернувшиеся из предыдущих игр и книги «Метро 2035»: Анна, которая теперь является женой Артёма, и её отец — полковник Святослав Мельников по прозвищу «Мельник», лидер Ордена.

### Основной сюжет
После битвы за Д-6 Артём ушёл из Ордена и женился на Анне. Ранее, во времена «Метро 2033», Артём слышал по радио чьи-то переговоры и теперь одержим мыслью о том, что за пределами Москвы тоже могут жить люди. Несмотря на недовольство Анны и Мельника, он делает из метро множество вылазок на поверхность в попытках поймать радиосигналы. В очередной вылазке Артём с Анной оказываются в одной машине с мирными путешественниками, прибывшими в Москву из деревни. Солдаты Ганзы — одной из группировок Московского метрополитена — пытаются поддержать изоляцию города, убивая приезжих. Артёма расстреливают вместе с пленниками, но ему удаётся выжить. Спасая Анну, он проникает на базу Ганзы и уничтожает систему глушения радиосигналов — теперь в эфире слышна речь на разных языках: мир вне Москвы продолжает существовать. Ганзейцы, которым отдают приказы «Невидимые Наблюдатели», считают, что необходимо было скрывать от москвичей существование жизни за пределами города и наоборот — «война всё ещё идёт», и если враги узнают, что в Москве кто-то выжил, то нанесут по городу новый удар. Отряд Мельника посылают убить Артёма и Анну, но полковник не может это сделать и дезертирует.
Артём, Анна, Мельник и другие спартанцы направляются на восток на угнанном у ганзейцев паровозе «Аврора», пытаясь добраться до правительственного бункера под горой Ямантау на Урале, с которым удаётся установить радиосвязь. Весной на Волге недалеко от Саратова они сталкиваются с сектой «техноборцев», поклоняющихся Царь-Рыбе; сектанты, которых возглавляет отец Силантий, подняли мост через реку и не дают паровозу проехать. Анна попадает в ловушку в помещении с ядовитым газом, но Артём спасает её. Герои принимают к себе механика Креста и спасают из плена у сектантов медсестру Катю с дочерью Настей; они также добавляют к паровозу пассажирский вагон. В зависимости от действий игрока они могут преодолеть мост мирно или с боем.
Летом спартанцы на поезде добираются до правительственного бункера под горой Ямантау, предполагая, что в бункере их ждёт высшее командование. Мельник пытается сделать доклад перед «министром обороны», но прием оказывается имитацией и героев захватывают: оказывается, что обитатели бункера — каннибалы. Из-за коррупции продовольственные склады перед войной оказались пустыми, и выдававшие себя за «правительство», выходя на связь по радио, приманивали к себе жертв. С помощью спартанцев, оставшихся снаружи охранять поезд, героям удаётся спастись; Анна убивает осматривавшего её перед съедением доктора (который успевает сказать, что она не здорова и он знает про лечение), а Мельник — министра обороны, потеряв веру в возможность восстановления правительства России. Экипаж «Авроры» решает искать пригодное для жизни место. За информацией они отправляются в центр связи «Каспий-1» на побережье Каспийского моря.
В пустыне у «Каспия-1» хозяйничают рабовладельцы, бывшие нефтяники. Во главе этой банды стоит жестокий Барон, учредивший культ огня для одичавших рабов. Героям нужно отнять у людей Барона воду и топливо для «Авроры». Отряду удаётся завладеть автомобилем «Буханкой» (УАЗ-452). Барону противостоит мятежница Гюль, которую бандиты взяли в осаду на маяке — она просит у отряда помощи и в дальнейшем становится проводником и союзником. Артёму и его спутникам удаётся угнать грузовик с водой. Барон приглашает героев в своё логово на переговоры, но устраивает им там ловушку. В перестрелке Барон погибает, а герои добавляют к поезду новые вагоны — цистерну с соляркой и платформу с техстанцией для «Буханки».
Осенью поезд едет через тайгу. Пользуясь спутниковыми данными из «Каспия-1», спартанцы определили новое место для жизни — долина с ГЭС. У Анны начинается кровохарканье, и она признаётся, что доктор с Ямантау поставил ей неутешительный диагноз: от отравления газом на Волге у неё разрушаются лёгкие, что грозит ей смертью. В тайге герои находят заброшенный пионерлагерь и сталкиваются с его подросшими воспитанниками — «Детьми Леса». Эта организация, когда-то основанная почитаемым Учителем, переживает раскол — друг другу противостоят соблюдающие мирные заветы Учителя «Пионеры» и ожесточённые «Пираты». Их также терроризирует гигантский медведь — Хозяин леса, которого Артёму удаётся победить. Герои также выясняют, что лесу угрожает опасность: плотина ГЭС, сдерживающая радиоактивные воды, находится на грани разрушения.
Состояние Анны ухудшается, и герои направляются в Новосибирск — искать для неё лекарство. На этот город во время войны была сброшена кобальтовая бомба, и радиационный фон там очень высок, даже выше чем в Москве. За несколько месяцев до прибытия героев город охватила гражданская война за ценный ресурс — препарат «Зелёнка», защищающий от радиации; Артём и Мельник встречают единственного выжившего — мальчика Кирилла. В то время как Мельник посещает бункер связи, где должна находиться карта незаражённых мест, Артём добывает для Анны в Новосибирском НИИ экспериментальное лекарство «Ренерган-Ф». Другие члены отряда также забирают из Новосибирского музея железнодорожной техники снегоочиститель — он позволяет поезду двигаться по занесенным снегом путям. И Артём, и Мельник сильно облучаются — Мельник вкалывает свою дозу «Зелёнки» Артёму, а сам умирает от радиационного облучения.
Поезд едет к озеру Байкал — это безопасное место, где нет ни радиации, ни мутантов. Из-за лучевой болезни Артёму нужно переливание крови — его успех зависит от действий игрока во всех предыдущих главах игры: те или другие члены отряда могли погибнуть, оказаться ранеными или сойти с поезда. Если из экипажа «Авроры» выбыло слишком много персонажей, Артём умирает, и его вместе с Мельником хоронят на берегу озера. Так или иначе, Орден обосновывается на Байкале. В «хорошей» концовке Артём выживает благодаря переливанию крови и принимает на себя командование «Спартой». Он вспоминает слова Мельника о том, что Орден был создан, чтобы защищать людей, и решает, что пришло время исполнять свой долг — «спасать человечество».

### Дополнение «Два полковника»
Пока Артём отправляется искать лекарство от болезни Анны в Новосибирском НИИ Экстремальной Медицины, полковник Мельник идет по следу отца Кирилла, полковника Вячеслава Хлебникова, чтобы найти спутниковую карту. Годом ранее Хлебников служил в группе быстрого реагирования Особого комитета (ОСКОМа), военной организации, охраняющей Новосибирский метрополитен. Он воспитывает своего сына Кирилла в военном духе, называя его «рядовым». Полковник выполняет рутинные задания, очищая систему вентиляции от аномальной слизи и червяков в канун Нового года. Позже правительство Новосибирского метрополитена из-за вновь возросшего радиационного фона планирует эвакуировать метро, но антирадиационной сыворотки «Зелёнка» для защиты всего населения во время перевозки явно не хватит. В результате ОСКОМ начинает насильственно отбирать излишки «Зелёнки», ставшей эквивалентом валюты, у населения, что провоцирует общественные беспорядки. Вскоре в метро вспыхивает гражданская война, вынуждающая Хлебникова защищать штаб ОСКОМ от мятежников. Однако генерал Анатолий Виноградов применяет во время боя отравляющий газ, убивая и мятежников, и солдат ОСКОМа. Проиграв борьбу с Хлебниковым, генерал рассказывает, что руководство ОСКОМ уже взяло оставшуюся сыворотку и сбежало на поезде. Генерал решил залить метро ядовитым газом, чтобы убить оставшееся умирать население (сыворотки оказывается слишком мало даже для эвакуации детей). Огорчённый гибелью сына и тем, что его бросили, Виноградов приказывает своему человеку уничтожить эвакуационный поезд ОСКОМ, а затем стреляет себе в голову. Не имея другого выбора, Хлебников спускается в кишащий мутантами бункер центра спутниковой связи, чтобы забрать карту, ведущую к озеру Байкал. Он находит карту, но после потери дозы радиопротектора умирает от радиационного облучения. В настоящем времени Мельник входит в бункер и находит тело Хлебникова и карту. Он отдает другому полковнику почести и говорит, что история Московского и Новосибирского метро, а также их собственные истории во многом похожи.

### Дополнение «История Сэма»
После того как Орден обосновался на Байкале, один из спартанцев, бывший морской пехотинец США, капрал Сэмюэл «Сэм» Тейлор, до войны служивший в охране посольства США в Москве, решает найти способ вернуться на родину в Сан-Диего и узнать, выжил ли его отец в ядерной войне. Расставшись с Орденом, Тейлор едет в портовый город Владивосток, получивший сильные разрушения из-за цунами, вызванного взрывом ядерной бомбы под водой, и повстречает там капитана Эдуарда «Эда» Баранова. Баранов указывает Тейлору на уцелевшую атомную подводную лодку «Мэйфлауэр», которая может доставить Сэма обратно в США. Однако их разделяет атака мутанта, и Тейлора задерживают люди, работающие на Тома — американского бизнесмена по кличке «Кот». Том расскажет ему, что был торговцем оружием, застрявшим в России после падения ядерных бомб, поведает о своих "наполеоновских" планах по подчинению мира и просит его выступить переговорщиком с Эдом, поскольку тот — единственный человек, который знает, как заправить подлодку, за что Том обещает помочь Тейлору. Эд не доверяет намерениям Тома в отношении Mayflower, тем более, что та все ещё вооружена ядерными ракетами, а его команда пропала без вести, но Сэм убеждает его заключить сделку с Томом. Сэм и Эд отправляются на заброшенную военно-морскую базу Тихоокеанского флота, чтобы забрать топливные стержни, необходимые для работы реактора «Мэйфлауэра». Однако Эд по-прежнему не доверяет Тому и просит Сэма использовать возможность саботировать «Мэйфлауэр», даже если для этого придётся пожертвовать своим шансом вернуться домой. Внезапно лейтенант Тома Клим предаёт его и нападает на «Мэйфлауэр», заставляя Сэма, Эда и Тома работать вместе. Сэм убивает Клима, и «Мэйфлауэр» выходит из порта. Затем у тяжело раненого Сэма есть выбор: либо саботировать «Мэйфлауэр», либо оставить его нетронутым. В данном дополнении имеется две разные концовки: Сэм саботирует «Мэйфлауэр», взрывая заложенные в подлодке заряды, но убивая Тома и Эда и лишая себя шанса попасть на родину, хотя и понимая, что ядерные ракеты подлодки навсегда останутся неиспользованными — оставаясь сам во Владивостоке, или же отказываясь выполнить просьбу Эда и в итоге Том привозит Сэма в Штаты, который успокаивает себя фразой, что ядерные ракеты подлодки — ничто для мёртвого мира.

## Саундтрек
Над саундтреком к игре работал композитор Алексей Омельчук, известный созданием музыки для серии игр S.T.A.L.K.E.R. и прошлых игр серии Metro. Музыка проигрывается поочерёдно по мере прохождения игры.
| №   | Название                  | Длительность |
| --- | ------------------------- | ------------ |
| 1.  | «Overture»                | 3:49         |
| 2.  | «Exodus»                  | 1:31         |
| 3.  | «Deadly Claws»            | 1:14         |
| 4.  | «Aut In Scuto»            | 1:12         |
| 5.  | «Premonition»             | 4:16         |
| 6.  | «Cold Welcome»            | 0:59         |
| 7.  | «Dark Waters of Volga»    | 3:21         |
| 8.  | «Burning the Bridges»     | 1:23         |
| 9.  | «Teardrops, Pt. 1»        | 1:39         |
| 10. | «Last Train to Yamantau»  | 2:45         |
| 11. | «The Bunker»              | 3:56         |
| 12. | «Realm of the Reaper»     | 2:10         |
| 13. | «Yamantau Cannibals»      | 2:55         |
| 14. | «Exodus Blues»            | 1:10         |
| 15. | «Wind in the Dunes»       | 0:51         |
| 16. | «Caspian Mirage»          | 4:02         |
| 17. | «Teardrops, Pt. 2»        | 1:05         |
| 18. | «The Secrets of Taiga»    | 2:59         |
| 19. | «Forest Brotherhood»      | 3:34         |
| 20. | «Confrontation»           | 0:56         |
| 21. | «Escape from the Valley»  | 1:09         |
| 22. | «A Promise to Keep»       | 1:33         |
| 23. | «Dead City»               | 4:25         |
| 24. | «Fateful Find»            | 1:32         |
| 25. | «Atonement and Sacrifice» | 1:21         |
| 26. | «Race Against Fate»       | 4:21         |
| 27. | «Dawn of Hope»            | 2:26         |
| 28. | «Lacrimosa»               | 2:35         |
| 29. | «Between Life and Death»  | 2:13         |
| 30. | «A New Home»              | 1:48         |
| 31. | «Roads Ahead»             | 2:14         |

В дебютном трейлере игры, представленном на выставке E3 2017, использован ремикс трека «In The House — In A Heartbeat», композитора Джона Мёрфи из саундтрека к фильму «28 дней спустя». 27 июля 2017 года композиция из трейлера была опубликована издателем Deep Silver в открытый доступ на Spotify, SoundCloud и YouTube. В геймплейном трейлере с выставки E3 2018 использовался трек «Angel» группы Massive Attack.
Также в качестве саундтрека в игре были использованы песни рок-групп «АукцЫон» и «Кино».

## Разработка и выпуск
Metro Exodus разрабатывалась украинской компанией 4A Games на обновлённом игровом движке 4A Engine. Разработка игры началась в 2014 году в двух офисах 4A Games, расположенных в Слиме (Мальта) и Киеве (Украина). По словам творческого директора проекта Андрея Прохорова, игра совмещает в себе типичный игровой процесс серии Metro и некоторые элементы «S.T.A.L.K.E.R.: Тень Чернобыля».

16 августа 2015 года писатель Дмитрий Глуховский в интервью радио «Эхо Москвы», подтвердил факт разработки игры по мотивам романа «Метро 2035». В начале ноября 2016 года на официальном сайте книги «Метро 2035», появилась информация о выходе в 2017 году, новой игры серии Metro повествующей об «эпохе великих открытий», однако после реакции новостных изданий, издатель Deep Silver заявил об отсутствии подобных планов на 2017 год.
Metro Exodus официально анонсирована 11 июня 2017 года в ходе пресс-конференции Microsoft на игровой выставке Electronic Entertainment Expo 2017, где был показан дебютный трейлер и объявлено о планах её выхода в 2018 году для игровых консолей PlayStation 4 и Xbox One, а также PC под управлением операционной системы Windows.
5 декабря 2017 года Джефф Кили сообщил, что на церемонии The Game Awards будет показан новый трейлер игры.
20 августа 2019 года вышло первое сюжетное дополнение — «Два полковника». Его героем стал полковник ОСКОМа Хлебников, действие разворачивается за год, полгода, три месяца и месяц до прибытия «Авроры» в Новосибирск. В DLC разработчики отдали дань уважения Metro 2033 и Metro: Last Light, сосредоточив большую часть игрового процесса в тоннелях новосибирского метрополитена.
11 февраля 2020 года вышло второе дополнение «История Сэма», посвящённая бывшему спартанцу Сэму, стремящемуся вернуться в родной Сан-Диего через Владивосток. Была добавлена новая локация (Владивосток), новые виды оружия, механик (вроде боевых мин и растяжек) и противников.
6 мая 2021 года для владельцев ПК-версии игры вышло глобальное обновление Enhanced Edition с улучшенной графикой. На 18 июня был запланирован выпуск улучшенной графической версии на консолях PlayStation 5 и Xbox Series X, которая будет предоставлена бесплатным обновлениям обладателям оригинальной игры на PlayStation 4 и Xbox One.

## Оценки и критика
| Сводный рейтинг       | Сводный рейтинг                                                  |
| Агрегатор             | Оценка                                                           |
| --------------------- | ---------------------------------------------------------------- |
| GameRankings          | - 82,56 % (PC) - 79,00 % (PS4) - 79,46 % (XONE)                  |
| Metacritic            | (PC) 82/100 (PS4) 80/100 (XONE) 82/100 (PS5) 83/100 (XSX) 81/100 |
| Иноязычные издания    |                                                                  |
| Издание               | Оценка                                                           |
| Destructoid           | 7/10                                                             |
| Edge                  | 7/10                                                             |
| Game Informer         | 8,75/10                                                          |
| GameRevolution        | 8/10                                                             |
| GameSpot              | 8/10                                                             |
| GamesRadar+           | 4,5/5                                                            |
| GameStar              | 9/10                                                             |
| IGN                   | 8,5/10                                                           |
| Jeuxvideo.com         | 8/10                                                             |
| PC Gamer (UK)         | 78/100                                                           |
| USgamer               | 3,5/5                                                            |
| Русскоязычные издания |                                                                  |
| Издание               | Оценка                                                           |
| 3DNews                | 9,5/10                                                           |
| Gameplay              | 4,5/5                                                            |
| Gametech              | 5/10                                                             |
| GoHa.Ru               | 7/10                                                             |
| «IGN Россия»          | 7,8/10                                                           |
| PlayGround.ru         | 10/10                                                            |
| Riot Pixels           | 90 %                                                             |
| StopGame.ru           | «Похвально»                                                      |
| «Игромания»           | [ 55 ]                                                           |
| «Игры Mail.ru»        | 8,5/10                                                           |
| «Канобу»              | 10/10                                                            |
| «Мир фантастики»      | 8/10                                                             |

### До выхода
Премьера Metro Exodus на выставке E3 2017 стала неожиданностью для большинства игроков, и в целом анонс игры был воспринят положительно. Том Хоггинс из газеты The Daily Telegraph назвал Metro Exodus одним из «самых захватывающих, новых анонсов» на всей выставке, так же как и Эндрю Хейворд из журнала Stuff и Сэм Прелл из GamesRadar. В то же время журнал PC World поставил Metro Exodus на второе место в десятке лучших игр для ПК из представленных, а журнал Wired признал трейлер игры одним из лучших среди показанных.
В начале 2018 года игра попала в топ-10 самых ожидаемых игр по мнению Газета.Ru.

### После выхода

#### Реакция российских СМИ
Игра вызвала неоднозначную реакцию среди представителей российских СМИ, а также по мнению журналиста телеканала «Россия 24» и простых пользователей. В репортаже государственного телеканала «Россия 24» разработчиков игры обвинили в русофобии и антикоммунистической истерии. На что автор сценария игры, Дмитрий Глуховский, сказал что был «рад, что у них подгорело», добавив, что ему было приятно от того, что ему удалось «немножко ткнуть палкой в их улей». В интервью британскому изданию The Sun Глуховский сказал, что «российские политики представляют собой „коррумпированный режим, который просто хочет вечно находиться у власти“ и использует „пропаганду, ложь и дезинформацию“, чтобы держать народ под контролем, однако он надеется, что Metro Exodus, достучится до российской молодёжи и поможет ей увидеть правду».

#### Оценки критиков
Игра получила преимущественно положительные отзывы от критиков. Издания для Xbox XS и PlayStation 5 получили 81 и 83 балла.

### Продажи
Менее, чем за неделю продаж, в сервисе Steam было продано 200 тыс. копий игры. Metro Exodus продавалась лучше чем Metro: Last Light в первый месяц продаж в британской рознице. В японской рознице игра стартовала с седьмого места, продав более 17 тысяч копий. Год спустя, после повторного выпуска игры в Steam, за несколько дней было продано более 200 тысяч копий игры. На февраль 2022 года общий тираж игры превысил 6 млн копий.

### Награды и номинации
| 2017 | IGN's Best of E3 2017 Awards      | Лучший шутер                      | Номинация | [ 76 ]        |
| 2017 | IGN's Best of E3 2017 Awards      | Лучший трейлер                    | Номинация | [ 76 ]        |
| 2017 | 35th Golden Joystick Awards 2017  | Самая ожидаемая игра              | Номинация | [ 77 ]        |
| 2018 | IGN's Best of E3 2018 Awards      | Лучший шутер                      | Номинация | [ 78 ]        |
| 2018 | Gamescom Awards 2018              | Лучшая экшен-игра                 | Номинация | [ 79 ]        |
| 2018 | Golden Joystick Awards 2018       | Самая ожидаемая игра              | Номинация | [ 80 ]        |
| 2019 | Develop:Star Awards               | Игра года                         | Номинация | [ 81 ]        |
| 2019 | Develop:Star Awards               | Лучший визуальный арт             | Номинация | [ 81 ]        |
| 2019 | Golden Joystick Awards 2019       | Лучший сюжет                      | Номинация | [ 82 ]        |
| 2019 | Golden Joystick Awards 2019       | Лучший визуальный дизайн          | Победа    | [ 82 ]        |
| 2019 | Titanium Awards                   | Лучшая экшн-игра                  | Номинация | [ 83 ]        |
| 2019 | The Game Awards 2019              | Лучшая экшн-игра                  | Номинация | [ 84 ]        |
| 2020 | 23rd Annual D.I.C.E. Awards       | Выдающиеся технические достижения | Номинация | [ 85 ]        |
| 2020 | NAVGTR Awards                     | Графика, Технологии               | Номинация | [ 86 ]        |
| 2020 | Pégases Awards 2020               | Лучшая интернациональная игра     | Победа    | [ 87 ] [ 88 ] |
| 2020 | 16th British Academy Games Awards | Технические достижения            | Номинация | [ 89 ]        |